# Chorges
Chorges (okcitansko Chòrjas) je naselje in občina v jugovzhodnem francoskem departmaju Hautes-Alpes regije Provansa-Alpe-Azurna obala. Leta 2006 je naselje imelo 2.353 prebivalcev.

## Geografija
Kraj leži v pokrajini Daufineji ob potoku Moulettes, 20 km vzhodno od središča departmaja Gapa. Jugovzhodno od kraja se razprostira največje umetno jezero v Evropi, Lac de Serre-Ponçon.

## Administracija
Chorges je sedež istoimenskega kantona, v katerega so poleg njegove vključene še občine Bréziers, Espinasses, Prunières, Remollon, Rochebrune, Rousset in Théus s 3.683 prebivalci.
Kanton je sestavni del okrožja Gap.